# Visó
A Visó (románul: Vișeu, németül: Wischau) a Tisza első nagyobb bal oldali mellékfolyója Romániában, a történeti Máramarosban. 1409 méteres magasságban, a Radnai-havasok északkeleti részén, a Borsai-hágó közelében ered és északnyugati irányban 77 kilométer megtétele után 330 méteres tengerszint feletti magasságban, a román–ukrán határon, Visóvölgynél ömlik a Tiszába. Legjelentősebb mellékvizei a Borsa, a Vasér és az Oroszi patak.
| A Visó Petrovabisztránál |

## Települések a folyó mentén
(Zárójelben a román név szerepel)
- Borsafüred (Complex turistic Borșa)
- Borsa (Borșa)
- Majszin (Moisei)
- Felsővisó (Vișeu de Sus)
- Alsóvisó (Vișeu de Jos)
- Leordina (Leordina)
- Petrova (Petrova)
- Petrovabisztra (Bistra)
- Visóvölgy (Valea Vișeului)